# 城关镇 (两当县)
城关镇，是中华人民共和国甘肃省陇南市两当县下辖的一个乡镇级行政单位。

## 行政区划
城关镇下辖以下地区：
东北街社区、西南街社区、戚家村、城关村和香泉村。